# Storia dell'Unione Sovietica (1953-1985)

## La morte di Stalin e la direzione collegiale
All'inizio del 1953, l'Unione Sovietica pareva avviata verso un nuovo periodo di purghe e di riorganizzazione del partito. Alla fine del 1952, Stalin aveva previsto profonde modifiche alla composizione degli organi direttivi, con un aumento dei membri del Comitato Centrale e del relativo Presidium, ed un minore potere assegnato ai suoi collaboratori degli ultimi anni. Ma all'inizio di marzo del 1953, Stalin fu vittima di un malore, e dopo alcuni giorni di agonia, morì il 5 marzo.
Furono organizzati solenni funerali di stato, con manifestazioni di lutto estese a tutta la nazione, per il dittatore che aveva governato il paese per un trentennio, cui venne inizialmente riservato l'onore di essere sepolto nel Mausoleo di Lenin, accanto al "padre fondatore" della stessa rivoluzione bolscevica. All'ombra delle celebrazioni ufficiali però, le manovre dei suoi collaboratori per gestirne la successione erano cominciate già al capezzale del dittatore morente e videro protagonisti L. P. Berija, Vjačeslav Michajlovič Molotov, N. S. Chruščëv, G. M. Malenkov, N. A. Bulganin, A. I. Mikojan, L. M. Kaganovič e K. E. Vorošilov. Emerse quindi una prima direzione collegiale, detta anche triumvirato, in cui i personaggi in maggiore evidenza erano Malenkov, che divenne primo ministro, Berija, che divenne Ministro degli Interni (poco dopo riunificato al Ministero per la Sicurezza dello Stato) e Molotov, che rappresentava una sorta di continuità ideale con il periodo di Stalin, anche se non aveva molto potere reale nel suo ruolo di Ministro degli Esteri. Chruščëv rimase segretario del Comitato Centrale, dove cominciò a lavorare per estendere la sua influenza sull'apparato burocratico. Kaganovič, insieme a Berija e Molotov, venne nominato primo vicepresidente del Consiglio dei ministri, mentre Bulganin e Mikojan divennero vicepresidenti. Vorošilov divenne presidente del Presidium del CC.
Il primo atto della nuova direzione fu quello di annullare le riforme introdotte da Stalin negli ultimi tempi: il Presidium del CC tornò ad essere di 10 membri e 4 candidati. Seguirono provvedimenti che avevano l'obbiettivo di migliorare le condizioni di vita della popolazione e rendere più popolare la dirigenza del partito e dello stato. Il 1º aprile si definirono nuovi e ridotti prezzi per molti generi di largo consumo, cui seguirono timidi miglioramenti nelle condizioni di vita dei contadini, pur mantenendo in vigore molte delle strutture create nel periodo staliniano. La pubblica ammissione che il cosiddetto complotto dei medici era stato un caso creato ad arte dagli organi di sicurezza, venne visto come un allentamento del regime poliziesco degli anni precedenti, cui fece seguito l'arrivo di migliaia di domande di riabilitazione da detenuti o loro parenti.
Alla fine di marzo venne promulgata un'ampia amnistia, applicata ai detenuti comuni e non a quelli politici: quella che pareva essere una misura per dimostrare il cambiamento rispetto al precedente regime poliziesco si trasformò però in un boomerang per l'autorità, in quanto le città divennero molto pericolose a causa delle bande di criminali liberati. In alcuni campi scoppiarono rivolte, sedate duramente, che ottennero comunque come risultato la concessione di migliori condizioni di lavoro per i detenuti.
Ci furono anche interventi importanti per le questioni riguardanti le minoranze nazionali delle repubbliche non russe: il Presidium del CC stabilì che il primo segretario di ogni repubblica doveva essere un dirigente locale e non un russo. Sul piano della politica estera, si aprì una fase di distensione con la Jugoslavia e con l'Occidente, propiziata dall'armistizio della guerra di Corea (27 luglio) e da una fase nuova nei rapporti con gli Stati Uniti.
In questi mesi di direzione del primo triumvirato, Chruščëv era stato in grado di portare sulle sue posizioni diversi membri del Presidium del CC, oltre che ottenere il supporto delle forze armate, dirette da G. K. Žukov, all'epoca viceministro della Difesa e I. A. Serov, vice di Berija. Alla seduta del Presidium del 26 giugno 1953, Chruščëv pose all'ordine del giorno le attività criminali di Berija, che venne immediatamente arrestato da Žukov, processato e fucilato, in condizioni su cui ancora oggi gli storici non hanno opinioni concordi. I giornali pubblicarono il 10 luglio la notizia del suo arresto, mentre il processo e la successiva esecuzione avvennero ufficialmente nel dicembre successivo. Berija venne comunque accusato di tutta una serie di crimini, tra cui lo spionaggio e le attività controrivoluzionarie. Insieme a lui vennero arrestati e poi condannati a morte i suoi principali collaboratori, fra cui M. D. Rjumin e V. S. Abakumov. Si approfittò dell'eliminazione di un personaggio tanto scomodo, anche per gli altri membri del Presidium, per rendere gli apparati di sicurezza più controllabili dal partito: molti dirigenti vennero destituiti, il Ministero della Sicurezza divenne un Comitato presso il Consiglio dei ministri (KGB, Komitet Gosudarstvennoj Bezopasnosti), quindi i dirigenti nazionali e locali erano subordinati ai rappresentanti del partito. A capo del nuovo organo venne posto Serov.
Chruščëv venne eletto Primo Segretario del CC al plenum del settembre 1953, mentre nel luglio del 1954 la celebrazione del processo a Rjumin portò all'attenzione del pubblico il ruolo che Malenkov aveva avuto nella vicenda. Questi, criticato pesantemente per la gestione dell'industria al plenum del gennaio 1955, rassegnò le dimissioni in febbraio e divenne uno dei vice del nuovo Presidente del Consiglio dei ministri, Bulganin, un fedelissimo di Chruščëv. Seguirono altre variazioni nella compagine governativa, sempre tese ad inserire persone legate a Chruščëv, mentre ad alcuni ex ministri furono dati incarichi di ambasciatori in sedi particolarmente prestigiose, con l'obbiettivo di limitare ulteriormente il potere reale di Molotov, ultimo rimasto della precedente gestione.

## Nikita Chruščëv e la destalinizzazione
Dopo la morte di Stalin, Nikita Chruščëv scioccò i delegati del XX Congresso del PCUS, il 23 febbraio 1956 denunciando pubblicamente Stalin come un tiranno con un elaborato "culto della personalità". Questa mossa fece sì che Chruščëv si alienasse gli elementi più conservatori del Partito.
Chruščëv divenne premier il 27 marzo 1958, dopo una lunga e complessa serie di manovre, soprattutto la cruciale rimozione dell'ovvio successore di Stalin, Berija, capo del NKVD. Anche prima di quel discorso epocale, comunque, la nuova leadership aveva dichiarato un'amnistia per alcune persone che stavano scontando pene detentive per reati criminali, aveva annunciato dei tagli ai prezzi, e rilassato le restrizioni sugli appezzamenti privati. La destalinizzazione mise anche la parola fine al ruolo che aveva nell'economia il lavoro forzato.
Il periodo di dieci anni che seguì la morte di Stalin testimoniò anche il riaffermarsi del potere politico sull'apparato di sicurezza. Il Partito divenne l'istituzione dominante sulla polizia segreta e l'esercito.
Chruščëv surclassò i suoi rivali stalinisti, ma fu guardato dai suoi nemici politici - specialmente la casta emergente dei tecnocrati professionisti - come un contadino bifolco che interrompeva i suoi interlocutori per insultarli.
Chruščëv venne deposto nel 1964, in gran parte a causa della sua cattiva gestione della crisi dei missili di Cuba, per i suoi vezzi personali e per la sua posizione riformista sulla pianificazione economica centrale, che allarmarono la dirigenza del partito e i burocrati statali.

## L'era di Brežnev
Dopo il 1964, il primo segretario del Partito Leonid Brežnev ed il premier Aleksej Kosygin, emersero come quadri più influenti della nuova dirigenza collettiva. Smaniosi di evitare i fallimenti di Chruščëv, Brežnev e Kosygin, che rappresentavano una nuova generazione di tecnocrati professionisti post-rivoluzionari, condussero gli affari di stato e del Partito in maniera cauta e discreta.
Per la metà degli anni sessanta, l'Unione Sovietica era una società complessa e industrializzata, con un'intricata divisione del lavoro e una complicata interconnessione di industrie sopra una vastissima area geografica, e aveva raggiunto la parità militare con le potenze occidentali.
Quando il primo piano quinquennale steso dal Gosplan, stabilì la pianificazione centralizzata e le basi del decisionismo economico, l'Unione Sovietica era ancora largamente basata sull'agricoltura, e mancava delle complessità di uno stato altamente industrializzato. Quindi il suo scopo, ovvero aumentare la base industriale della nazione, fu quello di una crescita estensiva, cioè una mobilitazione delle risorse. Pagando un alto prezzo umano, dovuto in gran parte al lavoro forzato, e con un'efficace militarizzazione delle fabbriche, l'Unione Sovietica forgiò un'economia moderna e altamente industrializzata più rapidamente di ogni altra nazione in precedenza.
Sotto la tutela di Brežnev, l'economia sovietica non aveva ancora esaurito la sua capacità di crescita. L'Unione Sovietica migliorò ancora gli standard di vita raddoppiando i redditi urbani e aumentando quelli rurali del 75%, costruendo milioni di appartamenti mono-familiari, e producendo grandi quantità di beni di consumo ed elettrodomestici.
Anche la produzione industriale aumentò del 75%, e l'Unione Sovietica divenne il primo produttore mondiale di petrolio e acciaio. I venti anni seguenti alla morte di Stalin, nel 1953, furono il miglior periodo nella storia della Russia per il cittadino comune in termini di innalzamento della qualità della vita, di stabilità e di pace.
Terrore, carestie, e guerra mondiale rimasero ricordi orrendi, mentre la marea della storia sembrava volgersi in favore dell'Unione Sovietica. Gli Stati Uniti erano impantanati nella recessione economica provocata dall'embargo sul petrolio deciso dall'OPEC e dalle eccessive spese governative per la guerra del Vietnam, per non menzionare il caos che quella guerra suscitava. Nel frattempo, i regimi filo-sovietici stavano facendo grandi sforzi, specialmente quelli del Terzo mondo. Il Vietnam aveva sconfitto gli USA, diventando uno stato unito ed indipendente, sotto un governo comunista, mentre altri governi comunisti e insurrezioni filo-sovietiche si spargevano rapidamente attraverso Africa, Sud-est asiatico, e America Latina.

### Problemi nel comando amministrativo dell'economia
Ad ogni modo, durante gli ultimi anni di Brežnev, l'economia iniziò a stagnare e la popolazione iniziò a chiedere sempre maggiori quantità di beni di consumo.
Negli anni del dopoguerra, l'economia sovietica era entrata in un periodo di crescita intensiva (basata su miglioramenti della produttività), con un nuovo insieme di sfide, diverse da quelle della crescita estensiva (mobilitazione dei capitale e della forza lavoro) dell'epoca stalinista.
Quando l'economia sovietica divenne più complessa, richiese una più complessa disaggregazione delle cifre di controllo (obiettivi pianificati) e dei fabbisogni delle fabbriche. Poiché questo richiedeva maggior comunicazione tra le imprese e i ministeri della pianificazione, e il numero di imprese, fondi e organi ministeriali si moltiplicava, l'economia sovietica iniziò a stagnare. L'economia sovietica fu incredibilmente fiacca quando si trattò di rispondere al cambiamento; adottando tecnologie per la riduzione dei costi, e fornendo incentivi a tutti i livelli per incrementare crescita, produttività ed efficienza.
Al livello delle imprese, i gestori erano spesso più preoccupati del carrierismo istituzionale che dell'incremento di produttività. Questi ricevevano dei salari fissi e ricevevano incentivi solo per il soddisfacimento dei piani, sulle basi della sicurezza del lavoro, di bonus, e di benefici come cliniche speciali e dacie private. I manager ricevevano tali benefici quando gli obiettivi venivano superati, ma quando, ad esempio, venivano superati di molto, vedevano solo aumentare le cifre per l'anno successivo.
Quindi, c'erano incentivi a superare gli obiettivi, ma non di molto. Le imprese spesso sottostimavano la loro capacità, allo scopo di trattare pianificazioni o figure di controllo più vantaggiose con i ministeri (obiettivi che, naturalmente, erano facili da soddisfare).
La pianificazione inoltre era molto rigida; i gestori delle fabbriche non erano in grado di deviare dalla pianificazione e vedevano allocati certi fondi per certe risorse. Come risultato, i direttori delle fabbriche non potevano migliorare la produttività licenziando i lavoratori superflui a causa dei controlli sulla forza lavoro. C'era una sostanziale sottoccupazione dovuta ai controlli nei piani stesi durante la contrattazione collettiva tra imprese e ministeri.
A livello di impresa, mancavano gli incentivi per l'applicazione di tecnologie per la riduzione dei costi. I pianificatori premiavano spesso i consumatori con prezzi bassi, amministrativamente imposti, piuttosto che premiare le imprese per i loro guadagni nella produttività. In altre parole, l'innovazione tecnologica falliva spesso nel rendere l'industria più profittevole per coloro che ne avevano un interesse.
Gli anni di Chruščëv e Brežnev videro concessioni ai consumatori: le paghe dei lavoratori erano relativamente alte, mentre i prezzi venivano tenuti artificialmente bassi. Ancora, i livelli di reddito crebbero più rapidamente dei prezzi, nonostante i lenti guadagni nella produttività. Come risultato, le carenze negli approvvigionamenti erano sempre più comuni, e la moneta nazionale si svalutava inesorabilmente (seppur da Mosca continuassero a voler considerare il rublo con un tasso di cambio pari al dollaro americano, in realtà al mercato nero il dollaro valeva quasi cento volte di più).
La guerra fredda fu un altro drenaggio per l'economia dei consumatori. Con un'economia molto più piccola di quella statunitense, i sovietici fronteggiarono un fardello impari nella corsa agli armamenti, costringendo la nazione a dedicare una fetta molto più alta delle risorse della nazione al settore della difesa.

### Richieste di riforma
Mentre l'atmosfera politica gradualmente si spostava verso una maggior rilassatezza, fin dalla destalinizzazione, un movimento di riforma, che arrivava fin nelle file superiori del Partito fu in grado di sopravvivere all'estromissione di Chruščëv del 1964.
Notevolmente, le riforme orientate al mercato del 1965, basate sulle idee dell'economista sovietico Ovsij Liberman, ed appoggiate dal primo ministro sovietico Aleksej Kosygin, furono un tentativo di rinnovare il sistema economico e affrontare i problemi sempre più evidenti a livello delle imprese. Le riforme di Kosygin chiedevano di dare alle imprese industriali più controllo sulla loro produzione e qualche flessibilità sugli stipendi. Inoltre, cercarono di rivolgere gli obiettivi economici delle imprese verso la produzione di profitto, permettendo di reinvestirne una parte nei propri fondi.
Fino ai tardi anni sessanta l'Unione Sovietica stava ancora sostenendo tassi di crescita superiori a quelli delle potenze occidentali, tenendo questo in mente, alcuni specialisti sovietici e russi hanno sostenuto che le riforme di Kosygin del 1965 - non quelle di Gorbačëv degli anni ottanta - furono l'ultima possibilità per la dirigenza sovietica di amministrare l'economia e risparmiare alla popolazione le durezze degli ultimi venti anni.
Comunque, lo stile della nuova dirigenza pose alcuni problemi alla sua stessa politica di riforma. La dirigenza collettiva cercò di riconciliare gli interessi di molti differenti settori dello stato, del partito, e della burocrazia economica. Come risultato, i ministeri di pianificazione ed i militari - i settori più minacciati dalle riforme di Kosygin - furono in grado di ostruire gli sforzi per delle considerevoli riforme.
Temendo un allontanamento dalla pianificazione centrale dettagliata e dal controllo dall'alto, i ministeri di pianificazione - il cui numero proliferava rapidamente - reagirono e protessero il loro potere. I ministeri controllavano le scorte e premiavano i rendimenti, e furono quindi un formidabile elemento della società sovietica. Per mantenere la loro presa sull'industria, i pianificatori iniziarono a emanare istruzioni sempre più dettagliate che ritardavano le riforme, impedendo la libertà d'azione delle imprese.
Kosygin, intanto, mancò della forza e del supporto per contrastare la loro influenza. Poiché queste riforme erano indirizzate ad incrementare la produttività mettendo da parte la forza lavoro in eccesso, il supporto dei lavoratori fu minimo. Anche se la gestione delle imprese finì per essere quella che guadagnava di più dalle riforme, il suo supporto fu tiepido, data la paura che le riforme fossero eventualmente fallite.
Infine, nel 1968, ci fu l'esempio della Primavera di Praga, in Cecoslovacchia. Nei primi anni '70, il potere del Partito, messo faccia a faccia con la burocrazia economica ed i militari, venne indebolito considerevolmente. Il vigore delle riforme economiche e politiche rallentò considerevolmente, fino all'ascesa di Michail Gorbačëv nella metà degli anni ottanta.

## Libertà di culto
I rapporti fra Stato e Chiese in Russia furono regolamentati dalla Legge sulle Associazioni Religiose del 1929, rimasta in vigore fino al 1980. La norma vietava l'istituzione di scuole religiose, l'evangelizzazione, la produzione e distribuzione a carattere confessionale.
Durante gli anni '20 e '30, la Lega degli atei militanti organizzò una radicale propaganda anticonfessionale, volta a eradicare qualsiasi comunità ecclesiastica dall'Unione Sovietica. Le proprietà della Chiesa ortodossa russa furono confiscate dallo Stato e distrutte. Al 1939, erano aperte al pubblico appena 200 delle 46.000 chiese esistenti prima della Rivoluzione e la maggior parte del clero ortodosso era stata deportata nei campi di lavoro. Dal '29 al '39, il numero di cristiani evangelici era sceso del 20%.
Nel '43, Stalin restaurò il patriarcato e fece delle concessioni alla libertà religiosa della Chiesa ortodossa per tenere sotto controllo il rischio di formazione di un fronte religioso di resistenza interno alla Russia. L'apertura convolse anche altre denominazioni cristiane. Negli anni '50 e nella prima metà degli anni '60, Chruščëv rilanciò la propaganda anticonfessionale, dispose la chiusura di chiese e monasteri, ridusse il numero di chierici.
Nel '65, Brežnev costituì il Consiglio degli affari religiosi (in inglese: Council for Religious Affairs) come organismo consultivo e di mediazione fra Chiesa e Stato. L'emergere di nuovi gruppi religiosi fu favorito dalla tolleranza politica delle autorità pubbliche nei confronti di denominazioni non registrate e tecnicamente illegali, che si erano sottratte ai relativi limiti e obblighi di legge imposti alle altre fedi.
Dal '79 all'84, si verificò un'ondata di incarcerazioni di leader religiosi confinati all'interno di ospedali psichiatrici lager. Fra il 1987 e il 1988, la perestrojka di Gorbaciov diede avvio a un processo di liberalizzazione della libertà religiosa al quale nel '90 seguì la promulgazione della Legge sulla libertà di coscienza e le associazioni religiose. Grazie a questa legge, nella Duma e nei parlamenti nazionali degli ex soviet furono eletti i primi candidati dichiaratamente confessionali. Estonia, Lituania, Ucraina e Tagikistan assistettero alla nascita dei primi partiti nazionalisti vicini a una qualche confessione presenti nei rispettivi Paesi. Negli stessi anni, la liberalizzazione della fede religiosa condusse la Chiesa Cattolica della Polonia ai fatti di Solidarność, e, in modo coordinato, la Chiesa Luterana della Germania dell'Est a muovere le prime proteste contro il regime comunista per ripristinare un ordinamento costituzionale democratico.
Negli anni '80 e '90, la caduta dei regimi comunisti fu seguita da una fase di grande libertà religiosa, sancita come diritto fondamentale nelle costituzioni dei Paesi dell'ex blocco sovietico. A metà degli anni '90, la maggior parte delle ex repubbliche adottò leggi di tutela delle ex religioni di Stato tradizionali, che avevano subito la dura concorrenza di nuove denominazioni, finanziate dall'estero e caratterizzate da metodi di proselitismo aggressivi e poco ortodossi. Furono introdotti supporti statali alle chiese dell'era sovietica, unitamente a restrizioni alla libertà di culto e al divieto di mietere nuovi fedeli nel corpo mistico di Cristo.